# 卢文舸
卢文舸（1944年8月—）, 1968年9月参加工作，1973年11月加入中共。毕业于浙江大学电机制造专业，工程师。曾任浙江镇海发电厂厂长，浙江省电力局副局长，杭州市委副书记、代市长、市长，浙江省人民政府副秘书长、省经济体制改革委员会主任、省计划与经济委员会副主任、主任、副省长。
女婿吴小晖，安邦保险董事长。